# Bandeirantes (kommun i Brasilien, Paraná, lat -23,16, long -50,34)
Bandeirantes är en kommun i Brasilien.   Den ligger i delstaten Paraná, i den södra delen av landet, 900 km söder om huvudstaden Brasília. Antalet invånare är 32 182. Arean är 447 kvadratkilometer.
Terrängen i Bandeirantes är lite kuperad.
Följande samhällen finns i Bandeirantes:
- Bandeirantes

Omgivningarna runt Bandeirantes är en mosaik av jordbruksmark och naturlig växtlighet. Runt Bandeirantes är det ganska glesbefolkat, med 31 invånare per kvadratkilometer.